# Aghios Vassilios
Aghios Vassilios (tiếng Hy Lạp: ?) là một khu tự quản ở vùng Kríti, Hy Lạp. Khu tự quản Aghios Vassilios có diện tích 359 km², dân số theo điều tra ngày 18 tháng 3 năm 2001 là 8648 người.